# ハベクの新婦
『ハベクの新婦』（朝: 하백의 신부 2017、英: The Bride of Habaek）は、韓国tvNにて2017年7月3日 から8月22日まで放送されたテレビドラマ。全16話。
原作漫画のスピンオフバージョンで企画された。原作と異なる現代劇で、原作漫画の古典的ファンタジーと人物を活用して完全に新しい設定とストーリーを盛り込んだファンタジーラブコメディ。

## 略歴
- 2017年
  - 2月23日 - 出演者確定[2]。
  - 3月16日 - 初の台本読み合わせ[3]。
  - 3月22日 - 撮影開始[3]。
  - 5月31日 - 初の予告映像公開[1]。
  - 6月23日 - メインポスター公開[4]。
  - 6月27日 - ソウル論硯洞(ノンヒョンドン) インペリアルパレスホテルで制作発表会を開催[5]。
  - 7月3日 - 韓国tvNにて放送開始。
  - 8月22日 - 放送終了。
  - 9月22日 - Mnetにて日本初放送開始[6]。
- 2018年
  - 3月2日 - 日本でDVD-BOX1発売[7][8]。Vol.1~7レンタル開始。
  - 4月3日 - 日本でDVD-BOX2発売。Vol.8~14レンタル開始。
  - 4月14日 - 「KCON2018 JAPAN」内で"ハベクの新婦DVD発売記念イベント"開催[9][10]。ナム・ジュヒョクとイム・ジュファンが参加。

## キャスト

### メイン
- ハベク：ナム・ジュヒョク
- ユン・ソア：シン・セギョン
- ムラ：クリスタル (f(x))
- ビョリム：コンミョン (5urprise)
- シン・フエ：イム・ジュファン

### 神界
- ナム・スリ：パク・ギュソン
- チェ・ゴルリン：イ・ダリョン

### 人間界
- ユ・サンユ：シン・ジェフン
- チョ・ヨンミ：チェ・ウリ
- シン・ジャヤ：ペ・ヌリ

## 放送日程
| 放送話 | 韓国放送日    | 韓国視聴率 | 韓国視聴率 |
| 放送話 | 韓国放送日    | 全国       | 首都圏     |
| ------ | ------------- | ---------- | ---------- |
| 第1話  | 2017年7月3日  | 3.660%     | 4.052%     |
| 第2話  | 2017年7月4日  | 3.259%↓    | 3.875%↓    |
| 第3話  | 2017年7月10日 | 2.923%↓    | 3.173%↓    |
| 第4話  | 2017年7月11日 | 3.467%↑    | 3.617%↑    |
| 第5話  | 2017年7月17日 | 3.106%↓    | 3.902%↑    |
| 第6話  | 2017年7月18日 | 3.637%↑    | 4.047%↑    |
| 第7話  | 2017年7月24日 | 2.860%↓    | 3.574%↓    |
| 第8話  | 2017年7月25日 | 3.474%↑    | 3.848%↑    |
| 第9話  | 2017年7月31日 | 3.091%↓    | 3.146%↓    |
| 第10話 | 2017年8月1日  | 3.235%↑    | 3.584%↑    |
| 第11話 | 2017年8月7日  | 2.682%↓    | 2.761%↓    |
| 第12話 | 2017年8月8日  | 3.501%↑    | 3.722%↑    |
| 第13話 | 2017年8月14日 | 2.635%↓    | 2.816%↓    |
| 第14話 | 2017年8月15日 | 2.896%↑    | 3.170%↑    |
| 第15話 | 2017年8月21日 | 2.211%↓    | 2.446%↓    |
| 第16話 | 2017年8月22日 | 3.158%↑    | 3.888%↑    |

## OST
| アルバム名                                  | 収録曲                                                           | アーティスト                 |
| ------------------------------------------- | ---------------------------------------------------------------- | ---------------------------- |
| 하백의 신부 2017 OST Part.1 (2017年7月3日)  | 1. 이렇게 좋은 이유 (The Reason Why) 2. 이렇게 좋은 이유 (Inst.) | ヤン・ダイル                 |
| 하백의 신부 2017 OST Part.2 (2017年7月10日) | 1. Glass Bridge 2. Glass Bridge (Inst.)                          | Savina & Drones              |
| 하백의 신부 2017 OST Part.3 (2017年7月17日) | 1. The Day I Dream 2. The Day I Dream (Inst.)                    | Kassy                        |
| 하백의 신부 2017 OST Part.4 (2017年7月24日) | 1. Pop Pop 2. Pop Pop (Inst.)                                    | キム・イジ (Ggotjam Project) |
| 하백의 신부 2017 OST Part.5 (2017年8月7日)  | 1. 생각이 납니다 (Reminds Me Of) 2. 생각이 납니다 (Inst.)        | チョンギゴ                   |
| 하백의 신부 2017 OST Part.6 (2017年8月14日) | 1. 니가 없는 날 (Without You) 2. 니가 없는 날 (Inst.)            | シム・ギュソン(LUCIA)        |

- 하백의 신부 2017 OST (2017年8月22日)[18]